# Husův sbor (Havlíčkův Brod)
Husův sbor čp. 2014 v Havlíčkově Brodě je chrám Církve československé husitské. Stojí v Dobrovského ulici a od roku 2008 je chráněn jako kulturní památka. Obdélná budova s odstupňovanou zvonicí ve funkcionalistickém stylu z let 1926–1927 je ukázkou moderní sakrální architektury v menším městě.

## Historie sboru

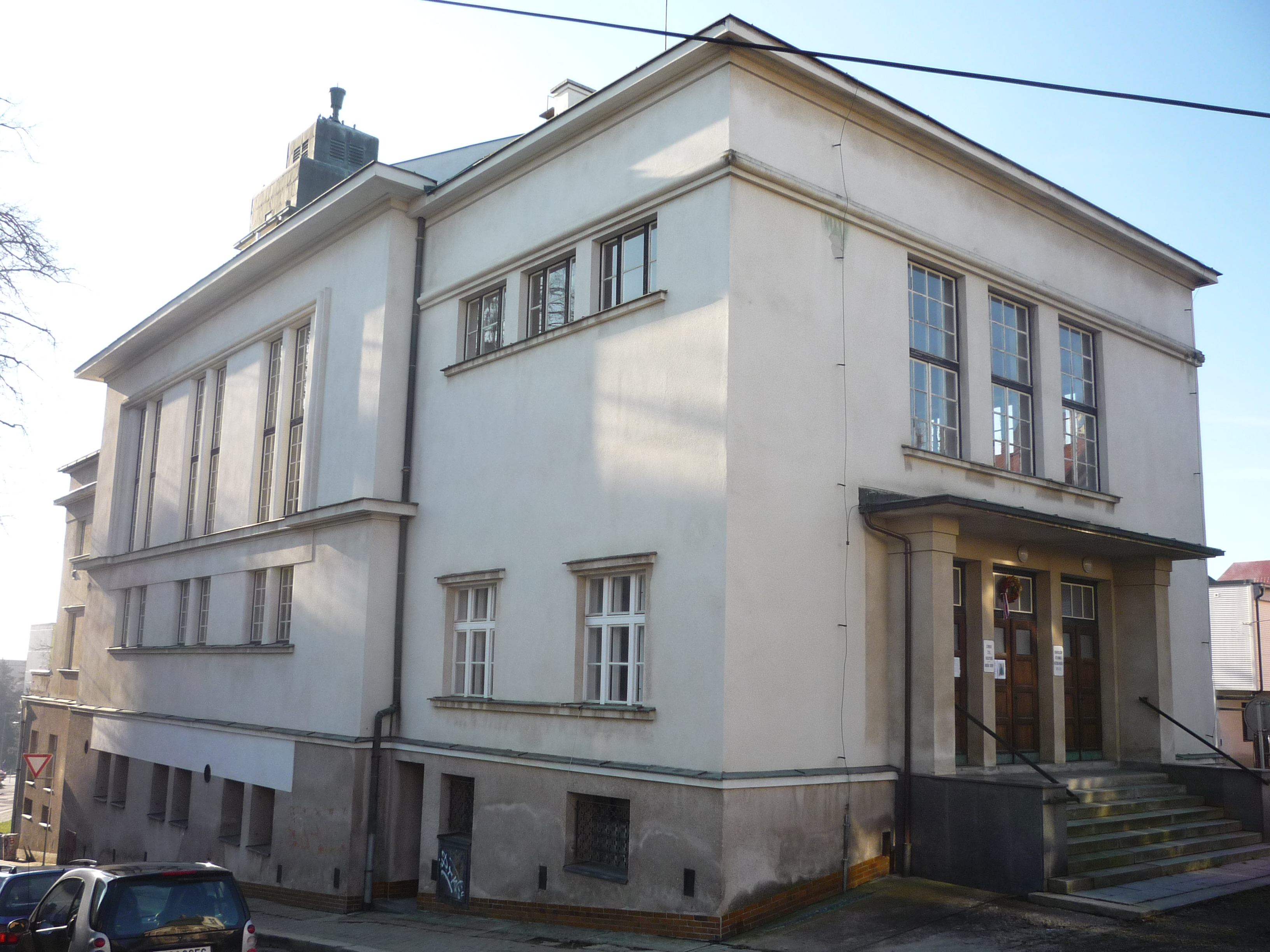
Husův sbor, severní průčelí

Církev československá husitská (do roku 1971 Církev československá) se v Havlíčkově (dříve Německém) Brodě začala oddělovat od římskokatolické církve o Vánocích v roce 1919, Církev československá tam byla vyhlášena 1. ledna 1920. První bohoslužba se konala v roce 1920 v klášterním kostele svaté Rodiny. Kostel náboženská obec užívala až do února roku 1926, kdy dostala výpověď.
Už na konci února 1926 rada starších rozhodla o stavbu vlastní budovy sboru. Pozemek získala, koupila dům se zahradou od havlíčkovobrodského Františka Zahradnického. Projekt budovy vypracoval architekt ing. František Liška, stavbu provedl brodský stavitel Prokop Štipich. Stavba stála 930 000 korun.

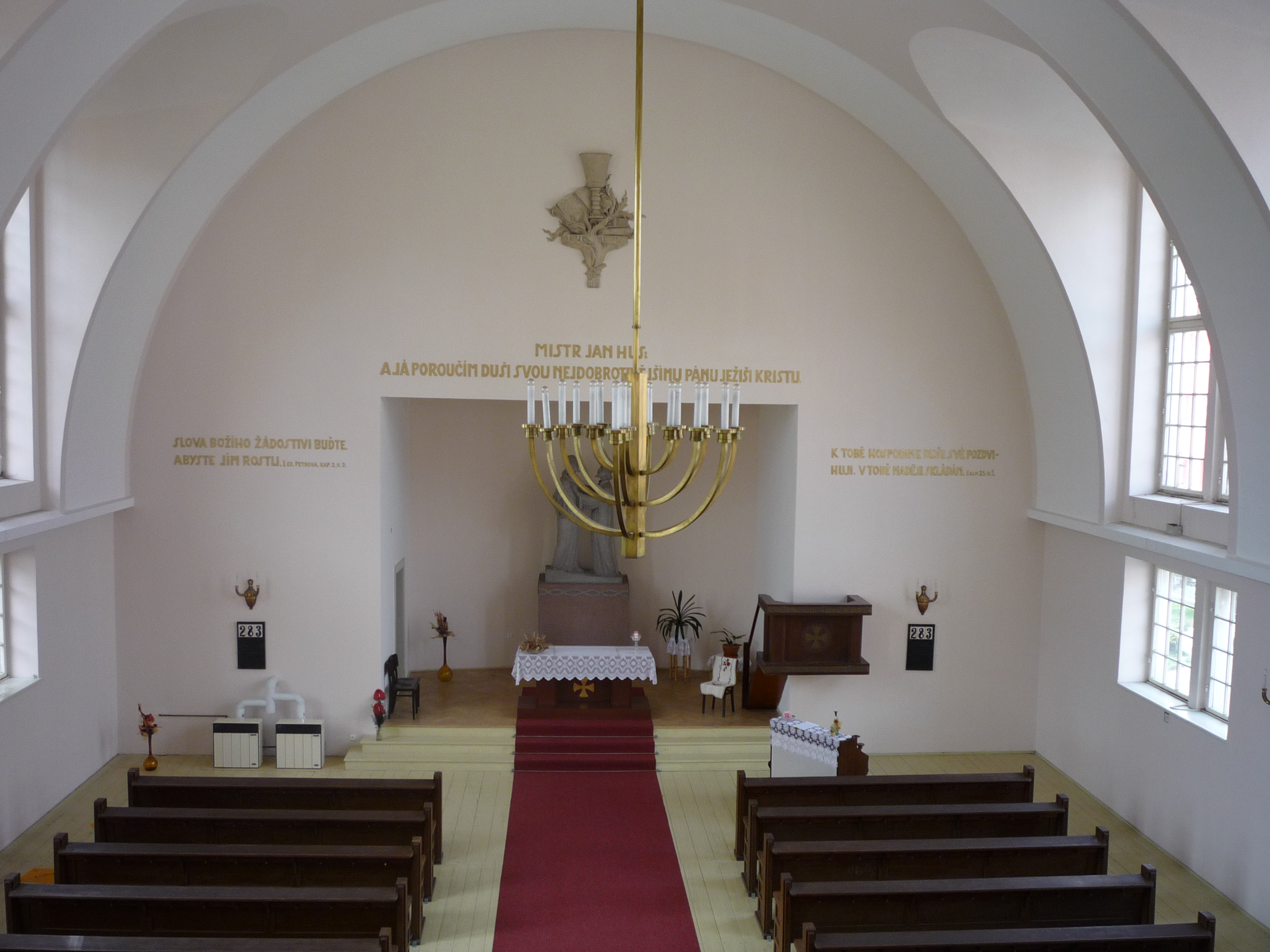
Interiér Husova sboru

Základní kámen byl položen v červnu 1926 a již koncem roku se zde konala první bohoslužba. Stavba byla kompletně dokončena a předána k užívání v září 1927.
Prvním katechetou byl František Oliva. Dalším duchovním byl Pavel Sochr, který nastoupil do Brodu brzy po dokončení teologických studií. Vedle duchovní služby byl spolupracovníkem místního muzea, předsedou Městského osvětového sboru a vedl spolek pro nezaměstnanou mládež. Hned v roce 1939 se zapojil do činnosti odbojové skupiny Obrana národa. Koncem července 1940 byl zatčen. Propuštěn byl v roce 1942 se zákazem provozovat pastorační činnost. Po osvobození Československa v roce 1945 se stal farářem v nedaleké Přibyslavi.

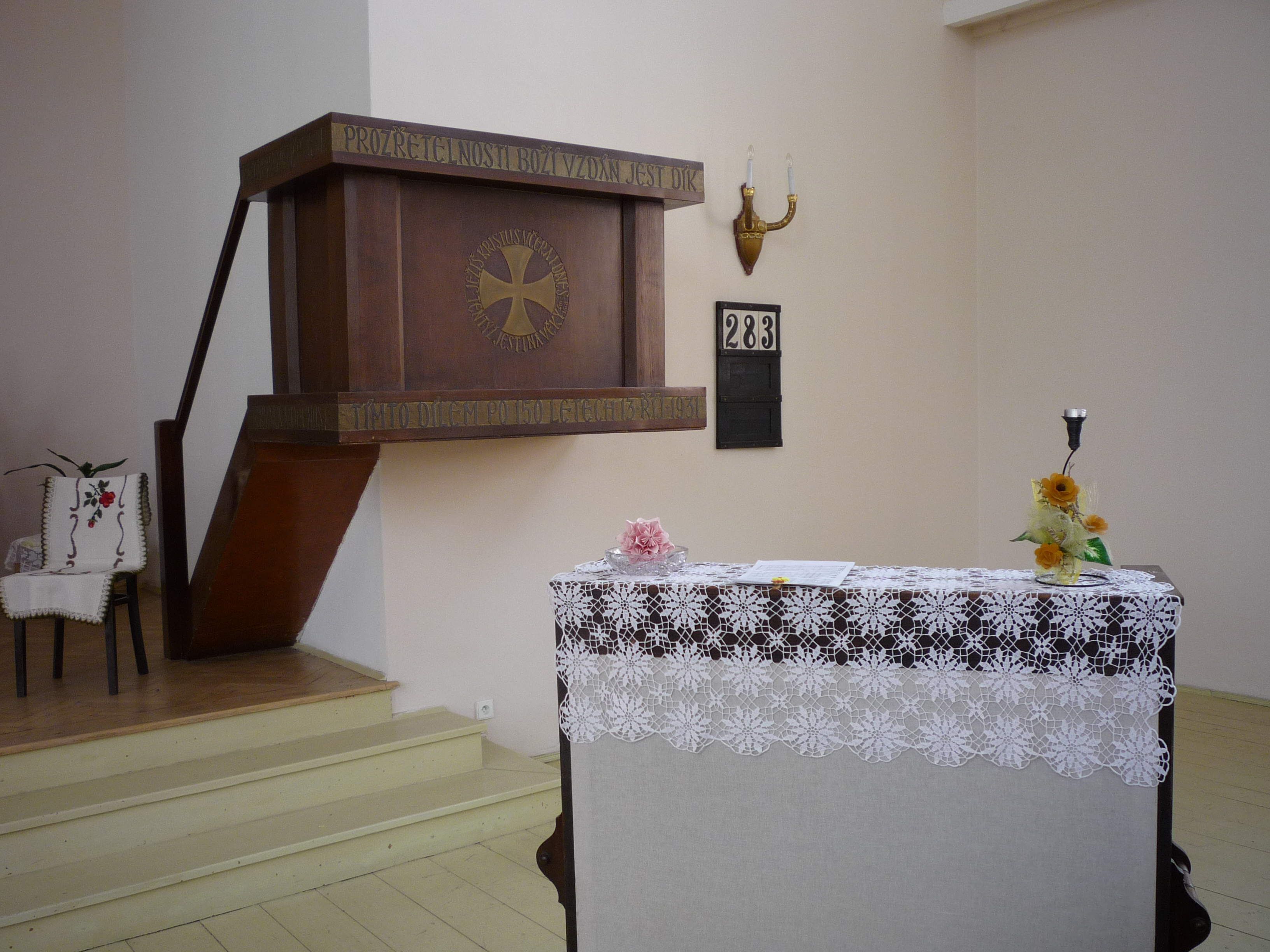
Kazatelna v Husově sboru

V roce 1943 se přistěhoval do Havlíčkova Brodu z Hlinska Vojtěch Schück jako pomocný duchovní. Byl skautský vedoucí, psal básně a maloval. Od roku 1944 se angažoval v protinacistickém odboji, pomáhal židovským uprchlíkům. Uměl dobře německy, v květnu 1945 byl vzhledem ke znalosti němčiny pověřen zklidňováním situace v ulicích. Jeden z hlídkujících členů SS na něj z bezprostřední blízkosti vystřelil a zasáhl ho do břicha, Vojtěch Schück byl těžce postřelen a při převozu do nemocnice zemřel.

## Husův sbor
Kostel stojí na Pražském předměstí na dominantním místě v sousedství barokního klášterního kostela svaté Rodiny a lidové architektury, kterou je kulturní památka Štáflova chalupa. Kostel je nejmladší sakrální stavbou v Havlíčkově Brodě. Budova obdélného půdorysu s hlavním průčelím na jižní straně je funkcionalistickou stavbou z konce dvacátých let 20. století a dokladem moderní architektury v první třetině 20. století.
Hmotově výrazná stavba stojící v mírném svahu je horizontálně i vertikálně vyvážená. Hlavní průčelí je obráceno k jihu v přízemí s trojími dřevěnými dvoukřídlými vstupními dveřmi s proskleným nadsvětlíkem. Dnes se tudy vstupuje do kolumbária v přízemí, nad dveřmi je nápis KOLUMBATORIUM. V prvním patře nad vstupem je balkón a nad ním jsou v rizalitu troje sdružené dveře a nad nimi tři špaletová sdružená okna. Budova je zastřešena valbovou střechou, nad modlitebnou je střecha sedlová. V jižním průčelí je věžová dvoustupňová zvonice pokrytá mědí a s měděným kalichem na vrcholu.
Na fasádě nad okny je nápis Husův sbor. Do modlitebny se vstupuje v horní severní části budovy po širokém žulovém schodišti trojitými dřevěnými dveřmi.
V přízemních prostorách býval sál, kde divadelní církevní kroužek hrával ochotnicky divadelní představení. Dnes se v budově Husova sboru konají bohoslužby a příležitostné různé kulturní akce.